# Black Disciples
Black Disciples (сокращается до BDN, BDN III, BD) — криминальная группировка, базирующаяся в Чикаго, Иллинойс. Она получила широкое освещение в новостях после убийства одного из их членов, 11-летнего Роберта Сэндифера.

## История
В 1958 году группа молодых людей из Гайд-парка, Энглвуда и Кенвуда объединилась для борьбы со своими врагами. Основатели — Ричард Стронг, Дэвид Барксдейл, Минго Шред, Принц Олд Таймер, Килрой, Леонард Лонгстрит, Найт Уокер и другие — назвали свою новую организацию Devil's Disciples. К началу 1961 года Дэвид Барксдейл, также известный как King David, взял на себя единоличное руководство группировкой.
Цель Барксдейла состояла в том, чтобы захватить небольшие банды и присоединить их к себе.  В 1966 году, чтобы увеличить популярность и противостоять угрозам со стороны других банд, Дэвид Барксдейл создал Black Disciples Nation, которая помогла увеличить число вербовок.
В 1969 году Лэрри Гувер, лидер соперничающей банды Gangster Disciples, согласился на слияние с Барксдейлом для создания объединённой группировки под названием Black Gangster Disciples Nation.
Вскоре после образования альянса Лэрри Гувер, а также один из его членов были обвинены и осуждены за убийство другого члена, получив от 150 до 200 лет тюрьмы. Пока Лэрри находился в тюрьме, King David полностью руководил бандой. Он скончался в возрасте 27 лет 2 сентября 1974 года.
Смерть King David привела к проблемам внутри Black Gangster Disciples Nation. Идеологические различия привели к созданию двух отдельных фракций: Black Disciples и Gangster Disciples.
Микки Булл возглавил Black Disciples и заключил мир с Gangster Disciples. Лидерство Булла привело к временному затишью в соперничестве, пока он не был убит на улице Gangster Disciples в августе 1991 года. В отместку 7 августа члены Black Disciples убили трёх членов враждующей группировки. В период с 1991 по 1994 год соперничество между Gangster Disciples и Black Disciples обострилось. Соперничество прекратилось после вмешательства Марвелла Томпсона.

## Убийство Yummy
Роберт «Yummy» Сандифер присоединился к Black Disciples в 1994 году в возрасте 11 лет. Глава банды дал ему 9-миллиметровый полуавтоматический пистолет и отправил убить нескольких членов конкурирующей банды. Когда Yummy целился в своих соперников, пуля из его пистолета попала в 14-летнюю девушку Шавон Дин и убила её. Это привлекло нежелательное внимание к Black Disciples со стороны местных и национальных новостей.
Лидер банды отправил двух его братьев, Деррика Хардуэя и Крэгга Хардуэя, чтобы избавиться от Yummy. Они заманили Сэндифера в подземный переход и дважды выстрелили ему в затылок. Позже они были осуждены за убийство, и к Black Disciples было привлечено ещё больше внимания, несмотря на их попытки скрыть причастность банды.

## Организация и члены
У Black Disciples более 300 сэтов, в каждом из которых от 30 до 40 участников. Используют красный, чёрный, золотой и зелёный цвета для своего обозначения.
Многие известные рэперы являются нынешними или бывшими членами группировки: Lil Durk, King Von, а также некоторые члены Only The Family, Chief Keef, Lil Reese и другие.